# Nee-ben
 (janvier 2019).
Si vous disposez d'ouvrages ou d'articles de référence ou si vous connaissez des sites web de qualité traitant du thème abordé ici, merci de compléter l'article en donnant les références utiles à sa vérifiabilité et en les liant à la section « Notes et références ».
Dans la mythologie abénaquise, Nee-ben est une femme dont la beauté oblige Pe-ben (l'esprit de l'hiver) à fuir dans le nord. Elle représente l'été.